# Phallodrilus grasslei
Phallodrilus grasslei är en ringmaskart. Phallodrilus grasslei ingår i släktet Phallodrilus och familjen glattmaskar. Inga underarter finns listade i Catalogue of Life.